# Tân Thanh, Lạng Giang
Tân Thanh là một xã thuộc huyện Lạng Giang, tỉnh Bắc Giang, Việt Nam.
Xã Tân Thanh có diện tích 16,31 km², dân số năm 1999 là 8.715 người, mật độ dân số đạt 534 người/km².